# Antero Manninen (Musiker)

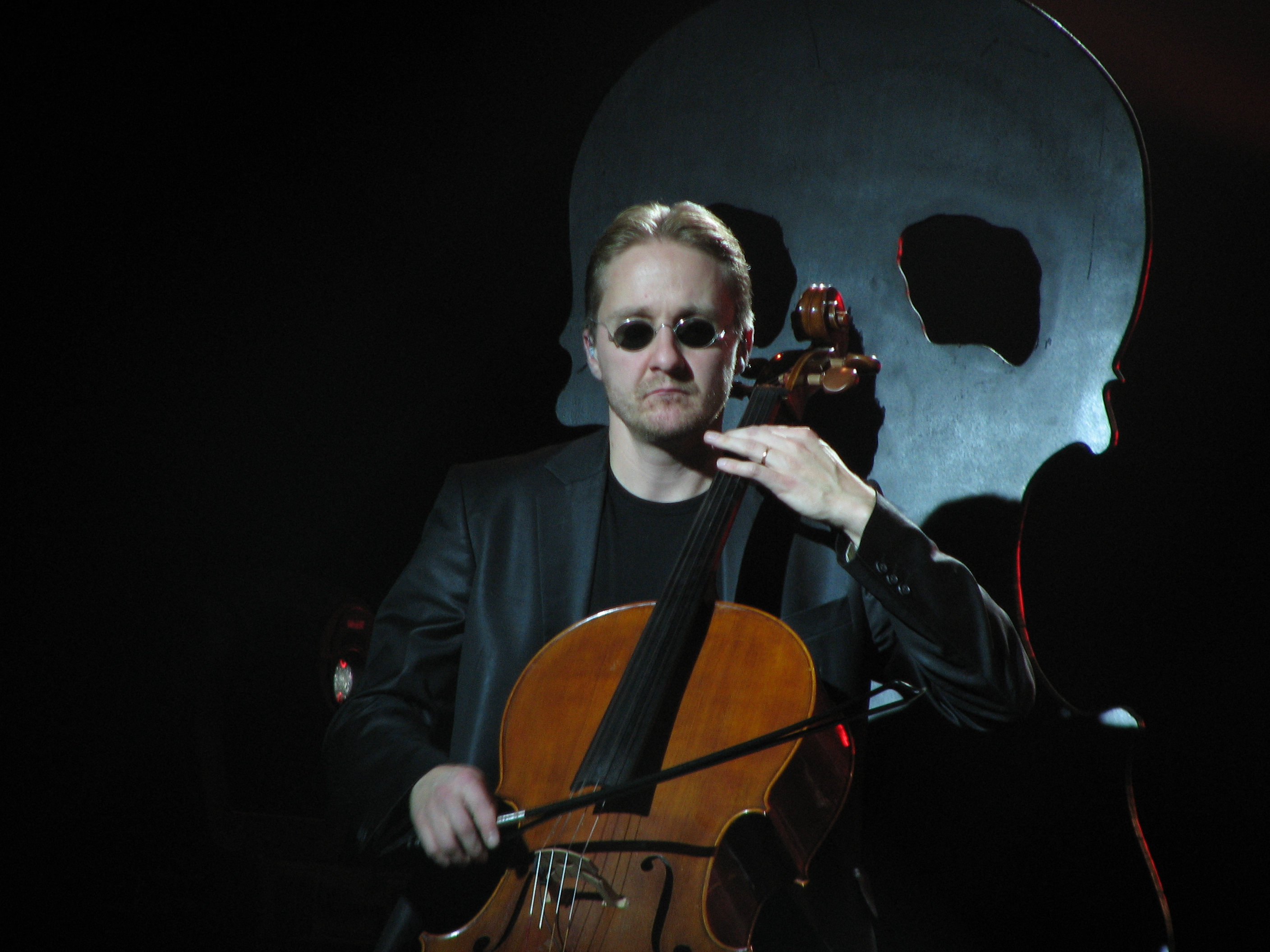
Antero Manninen (2007)

Antero „Mr. Cool“ Manninen (* 19. Januar 1973 in Tampere) ist ein finnischer Studio-Cellist und Gründungsmitglied des Cello-Metal-Quartetts Apocalyptica.

## Biografie
Manninen war Schüler des Cellisten Raimo Sariola.
Er war offizielles, aber nicht komponierendes Mitglied bei Apocalyptica und verließ die Band 1999 infolge vorausgegangener Zusagen. Seit dem Ausstieg von Max Lilja 2002 ist er bei Live-Auftritten teilweise wieder mit dabei, offiziell ist er jedoch kein Mitglied. Seine ruhige Spielweise ist ein starker Kontrast zu den headbangenden Streichen der restlichen Band bei Live-Auftritten.
Neben seiner Tätigkeit bei Apocalyptica arbeitete er für das Tapiola Sinfonietta Avanti!, das Finnish Radio Symphony Orchestra und für das Orchester der finnischen Nationaloper. Er ist Mitgründer des Sibelius-Academy’s Cellosextets (SSS) und wird auch für Beerdigungen gebucht. Gegenwärtig ist Manninen Mitglied des Sinfonia Lahti.

## Equipment
- Giuseppe Pedrazzini Cello (1946).
- L. Breshnev Bogen.
- Jargar und Spirocore (von Thomastik-Infeld) Tungsten Saiten.